# ولینگتون ایندیپندنت
ولینگتون ایندیپندنت روزنامه‌ای قدیمی که در ولینگتون، نیوزیلند منتشر می‌شده. اولین شمارهٔ آن در ۲ آوریل ۱۸۴۵م. منتشر شد و تا سال ۱۸۷۴م. چاپ آن ادامه یافت و در این سال نشریه نیوزلند تایمز با مسئولیت جولیوس فوگل جایگزین آن شد.
این روزنامه از ژوئیه ۱۸۵۴م. دو بار در هفته، از ژوئیه ۱۸۶۲م. سه بار در هفته و از ژانویه ۱۸۷۱م. هر روز منتشر می‌شد.
نسخه‌های دیجیتالی تمام شماره‌های این روزنامه به صورت آنلاین از طریق کتابخانه ملی نیوزلند در دسترس است.